# تيكمة تبة
تيكمة تبة (بالفارسية: تیکمه‌تپه) هي منطقة سكنية تقع في قسم تشاراويماق المركزي في إيران. يقدر عدد سكانها بـ 83 نسمة .